# Ďurčiná
Ďurčiná (em húngaro: Györkeháza) é um município da Eslováquia, situado no distrito de Žilina, na região de Žilina. Tem 12,5 km² de área e sua população em 2018 foi estimada em 1.097 habitantes.

## Demografia
| Ano:        | 1994 | 2004    | 2014   | 2024   |
| ----------- | ---- | ------- | ------ | ------ |
| Broj ljudi: | 972  | 1072    | 1091   | 1080   |
| Razlika:    |      | +10,28% | +1,77% | -1,00% |

| Ano:               | 2023 | 2024   |
| ------------------ | ---- | ------ |
| Número de pessoas: | 1086 | 1080   |
| Diferença:         |      | -0,55% |